# Burza lodowa

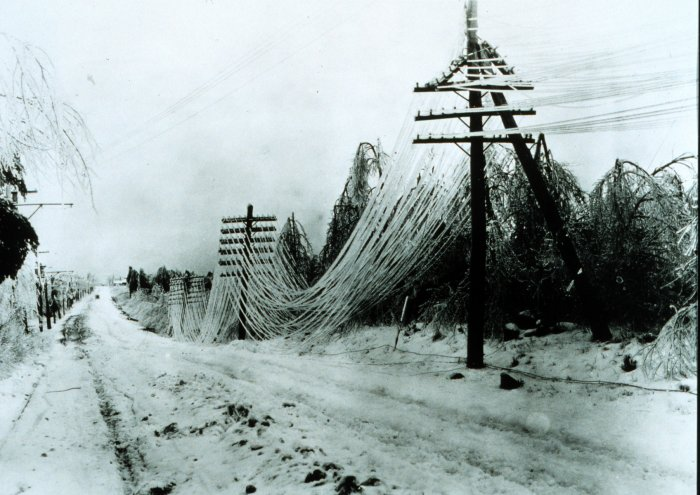
Uszkodzenia linii telefonicznych spowodowane przejściem burzy lodowej

Burza lodowa – zjawisko pogodowe polegające na intensywnych opadach marznącego deszczu, powodujących poważne utrudnienia komunikacyjne lub nawet katastrofalne skutki dla przyrody oraz napowietrznej infrastruktury energetycznej i telekomunikacyjnej – w wyniku osadzania się na powierzchni znacznych ilości lodu.
Burze lodowe charakterystyczne są dla strefy klimatów umiarkowanych – umiarkowanych chłodnych, morskich i przejściowych.